# 長修県
長修県（ちょうしゅう-けん）は中華人民共和国山西省にかつて存在した県。現在の運城市新絳県北西部に相当する。
前漢により設置され、後漢により廃止された。